# Olímpia II de Epiro
Olímpia foi uma rainha do Epiro, filha de Pirro. Os textos antigos não mencionam quem eram seus pais, mas possivelmente ela era filha de Pirro e Antígona, enteada de Ptolemeu I Sóter. Neste caso, ela seria irmã de Ptolemeu, filho de Pirro e Antígona, e meio-irmã de Alexandre e Heleno, filhos de Pirro com outras esposas.
Olímpia foi casada com seu irmão, Alexandre II de Epiro, e teve três filhos, Pirro, Ptolemeu e Fítia. Alexandre II de Epiro era filho de Pirro e Lanassa, filha do tirano siciliano Agátocles. Pirro era filho de Eácides I de Epiro e Fítia.
Quando Alexandre morreu, Olímpia tornou-se guardiã dos filhos Pirro e Ptolemeu e, como os etólios queriam tomar parte da Acarnânia, procurou a aliança de Demétrio II da Macedônia. Demétrio II da Macedônia já estava casado com uma irmã de Antíoco II Theos, que, divorciada, foi até Antíoco II Theos, para que este fizesse guerra contra seu ex-marido. Alguns historiadores supõem que Filipe V da Macedônia seja filho de Demétrio e Fítia, pois ele teria nascido logo após este casamento, em 238 a.C.
Os acarnânios, sem confiar no apoio do Epiro, pediram ajuda à Roma contra os etólios, mas os etólios menosprezaram os romanos, porque eles haviam recentemente sido saqueados pelos gauleses e estavam sofrendo as consequências da Guerra Púnica, enquanto os etólios haviam resistido aos gauleses durante a invasão gaulesa da Grécia e menosprezaram os macedônios, mesmo quando seus reis eram Filipe e Alexandre, e continuaram o ataque contra o Epiro e a Acarnânia.
Olímpia entregou o reino aos seus filhos, e Ptolemeu II de Epiro tornou-se rei após a morte do irmão Pirro II de Epiro. Segundo Pausânias, Pirro era filho de Ptolemeu, e este era filho de Alexandre, filho de Pirro. Ptolemeu morreu de doença quando liderava suas tropas para a guerra, e logo depois Olímpia morreu, triste pela perda dos dois filhos. Os últimos sobreviventes da família real foram a jovem princesa Nereida e sua irmã Laodâmia; Nereida estava casada com Gelão II, filho do rei de Siracusa  mas Laodâmia fugiu para o altar de Diana, e foi assassinada pelo tumulto popular; seu assassino, Milon, ficou louco e se matou doze dias depois.